# Vítsiebsk
Vítsiebsk (també anomenada Vítebsk) (en belarús Віцебск, en rus Витебск) és una ciutat del nord-est de Belarús, centre administratiu del vóblast de Vítsiebsk i del districte de Vítsiebsk. Segons el cens de 2004, la ciutat té 342.381 habitants.
La ciutat va ser fundada l'any 974 per Olga de Kíev, duquessa de la Rus de Kíev. Això la converteix en un dels assentaments més antics d'Europa de l'est. Els primers escrits sobre la ciudad són les cròniques de l'any 1021. Vítsiebsk va aparèixer al famós camí "de varegs a grecs" i va viure força esdeveniments gloriosos. Avui en dia, Vítsiebsk és un potent centre industrial, científic i cultural de la república de Belarús.
Durant segles, la ciutat va aconseguir mantenir un dels edificis més antics del país, l'Església de l'Anunciació. L'edifici, sostingut per sis pilars magnífics, fou construït als anys de la Rus de Kíev, el 1140. Reconstruit als segles xiv i xvii, fou restaurat el 1883 i destruït pel govern comunista el 1961. El 1992, ja desapareguda la Unió Soviètica, fou reconstruïda.
La vida cultural de Vítsiebsk continua florint. El Teatre Acadèmic Estatal de Iakúb el Kolàs és un dels més antics del país. La rodalia pintoresca de la ciutat i els seus carrers antics sempre han estat una atracció per a pintors i turistes.

## Fills il·lustres
- Nikolai Zaremba (1821-1879) compositor musical.
- Jorés Alfiórov (1930-) físic, Premi Nobel de Física de l'any 2000.
- Grigory Gluckmann, artista plàstic.
- Anatoli Bogatiriov (1913-2003), compositor musical.